# Carlothentes chubutensis
Carlothentes chubutensis (лат.) — вид вымерших сумчатых млекопитающих из семейства Palaeothentidae, единственный в роде Carlothentes. Известен по остаткам, найденным в верхнеолигоценовых породах (колуэуап) в провинции Чубут (Аргентина).
Изначально остатки были описаны Флорентино Амегино в 1887 году как вид Epanorthus chubutensis, а позднее их относили к родам Palaepanorthus Ameghino, 1902 и Palaeothentes Loomis, 1914. В составе последнего (как Palaeothentes chubutensis) они и рассматривались последующие 80 лет.
В 1993 году американскими палеонтологами Томасом Боуном (англ. Thomas M. Bown) и Джоном Флиглом (англ. John G. Fleagle) на основании новых данных вид был выделен в самостоятельный род Carlothentes, который был назван в честь аргентинского палеонтолога, брата Флорентино Амегино — Карлоса (1865—1936).